# 横山芳介
横山芳介（よこやま よしすけ、1893年(明治26年) - 1938年(昭和13年)1月30日）は、日本の作詞家。農林省地方小作官・正五位勲五等に至る。東京出身。

## 人物
1909年、東京高等師範学校附属中学校（現・筑波大学附属中学校・高等学校）を卒業し、東北帝国大学農科大学（現在の北海道大学）に入学。
日本三大寮歌のひとつである、北海道大学恵迪寮の1912年（明治45年）度・寮歌「都ぞ弥生」を作詞した。
大学卒業後の1920年（大正9年）3月26日から、小作調停官として静岡県に赴任。
開明的実務家として、農民の側に立って地主との調停を行うなど、ヒューマニズムにあふれた小作官として親しまれたが、若くして亡くなった。

## 栄典
- 1938年（昭和13年）1月30日 - 正五位[1]

## 出版物
著作物
- 『漫興記』 - 「桐陰会創立第二十週年記念号」 1910年 桐陰会（制作）に収録。

関連書籍
- 『小作官・横山芳介の足跡 ～北大寮歌「都ぞ弥生」の作詞者～』 田嶋謙三、塩谷雄、大高全洋（著） 北海道大学図書刊行会 2003年